# Канадійська геральдика
Канадійська геральдика - це культурна традиція та стиль гербів та інші геральдичні досягнення як в сучасній, так і в історичній Канаді. Вона включає національні, провінційні та громадянські герби, шляхетські та особисті герби, церковну геральдику, геральдичні виставки у вигляді корпоративних логотипів та канадійські геральдичні описи.
Походить, головним чином, з геральдичних традицій у Франції та Великої Британії, канадійська геральдика також включає виразно канадійські символи, особливо корінну флору і фауну, посилання на корінні народи Канади, а також унікальні канадійські елементи, такі як канадський стовп, похідні прапора Канади. Унікальна система бризури використовується для дочок, які успадковують герб, і спеціальний символ для лоялістів Об’єднаної імперії.
У 1988 р. управління як особистою, так і корпоративною геральдикою в Канаді було передане від геральдичних інституцій Англії та Шотландії до новоутвореного Канадського геральдичного управління, яке зараз має виключну юрисдикцію щодо нагородження гербами в Канаді. Герби використовуються по всій Канаді на всіх рівнях влади, у багатьох випадках, включаючи королівські знаки, як знак влади, як у нещодавно наданих гербах Палати громад і Сенату, а також Парламенту як об'єднаного органу. Використання геральдичних символів не обмежується державними органами; всі громадяни Канади мають право подавати клопотання про вручення гербів, як і інші організації, включаючи бізнес та релігійні установи. Надання герба розглядається як честь від королеви Канади через її віце-короля, генерал-губернатора Канади, і, таким чином, надається лише тим, кого Головний герольд визнав гідним отримати грант.

## Історія
До приходу європейців тубільці Канади використовували символічні твори мистецтва, щоб позначити свою приналежність до певного клану або племені, а також показати легендарні та релігійні теми. Для народів Західного узбережжя це робилося через різьблення на тотемних стовпах, різьблення житла, та меншими дерев'яними предметами, такими як скриньки, маски та каное. Для рівнинних людей притаманні традиції малювання зображень на тіпісах, щитах та інших предметах, що містили переважно тварин.
Історія геральдики європейського зразка в Канаді розпочалася з встановлення Французького королівського герба французьким дослідником Жаком Картьє в 1534 році, коли він висадився на канадській землі на так званому півострові Гаспе. 
З початку заселення Канади і до Паризького договору 1763 р. герби були в основному або привезені з Франції, або надані французькою короною. Помітним винятком є Герб Нової Шотландії, наданий в 1625 році Карлом I (що робить його найстарішим гербом у Співдружності за межами Великої Британії), що використовується до 1868 року, коли він був замінений новим знаком. Пізніше оригінал був знову відкритий і замінив версію 1868 року в 1929 році. Нинішній Герб Ньюфаундленду і Лабрадору був наданий приватній компанії незабаром після надання герба Нової Шотландії, хоча він використовувався як герб регіону лише з 1920-х років. Герб компанії Гудзонової затоки вперше був використаний в 1671 році (хоча жодних відомостей про оригінальний грант не існує, і він не був зареєстрований в Геральдичному коледжі в Лондоні до 1921 року), і  він постійно використовується з незначні косметичні зміни в офіційному зображенні.
Після ратифікації Паризького договору британська корона підтвердила французькі герби. Між 1763 та 1867 роками, періодом Канадської конфедерації, є мало свідчень великої геральдичної діяльності. Однак після конфедерації геральдика в Канаді набула все більшого поширення, включаючи надання гербів провінціям, різним навчальним закладам, муніципалітетам та особам. У безпосередній період після конфедерації герби були надані Нью-Брансвіку, Новій Шотландії, Онтаріо, та Квебеку хоча не всій країні. У період між Паризьким договором та Конфедерацією емблемою влади в Канаді служив Герб Сполученого Королівства.
З 1763 по 1988 рік геральдика в Канаді перебувала під керівництвом Геральдичного коледжу в Лондоні та Суду Лорда Ліона в Единбурзі. Наприкінці 1980-х королева видала патент на листи, створюючи Канадійський геральдичний орган.

## Сучасна геральдика

### Офіційний
З Патенту,1988 
До створення Канадійської геральдичної адміністрації канадійці, які бажають отримати юридично наданий герб, повинні були звернутися до одного з двох геральдичних офісів у Сполученому Королівстві: або Геральдичному коледжу в Лондоні, або, якщо вони шотландського походження, до Суда лорда Ліона в Единбурзі. Цей процес був досить тривалим і дорогим. Крім того, герольди у Британії іноді могли бути незнайомими з канадійською історією та символами. Згодом багато канадійців, які цікавляться геральдикою, почали звертатися до офісу, який би пропонував гербові знаки, розроблені канадійцями та для них.
Як повідомлялося, вже в 1967 р. з'явилися плани перенесення опіким геральдикою з Геральдичного коледжу у Великій Британії до Канади. Поштовх до цілком канадійської геральдичної системи здебільшого походив від Геральдичного товариства Канади (нині Королівського геральдичного товариства Канади) майже з самого її заснування хоча послідовні національні уряди не розглядали його як пріоритет. У 1986 році Вікі Гантінгтон, політик з Британської Колумбії, направила співробітнику офісу тодішнього державного секретаря Девіда Кромбі брифінг, написаний Королівським геральдичним товариством Канади із закликом до створення Канадського геральдичного управління. Наступного року пан Кромбі організував зустріч в Оттаві, на яку було запрошено багатьох національних та міжнародних експертів з геральдики. Зустріч завершилася "настійною рекомендацією уряду створити орган".
Через два роки, 4 червня 1988 р., Тодішній генерал-губернатор Жанна Сове дозволив створити Канадійський геральдичний орган, що стало можливим завдяки патентам, підписаним королевою Єлизаветою II, за порадою її Канадійської таємної ради та подарованим її сином, Принц Едвард. В результаті Канада стала першим королівством Співдружності за межами Великої Британії, яке мало власну геральдичну владу. Канада також забезпечує повну рівність жінок щодо успадкування та передачі герба. Окрім того, усі особи з гербами в Канаді можуть подати заявку на захист товарного знака щодо надання їм герба відповідно до Закону про торгові марки.

### Державний та національний
Королівський герб Канади є офіційним гербом канадського монарха, а отже, і Канади. Він включає багато характерних канадських елементів, таких як кленові листи, та посилання на французький Королівський герб в четвертому чвертьполі які замінюють або доповнюють традиційні елементи геральдики британців.
Герб використовується як знак авторитету різними державними органами та представниками, включаючи прем'єр-міністра та кабінет міністрів, спікер Палати громад, більшість судів (включаючи Верховний суд), а раніше - Парламент, і на обкладинці канадських паспортів. Починаючи з 1962 року, для використання канадським монархом створено гербовий прапор, обтяжений варіантом монограми королеви. Його називають Королівський штандарт Канади. З 1981 року персональний прапор генерал-губернатора відображає герб Канади на блакитному тлі.
15 лютого 2008 року Палата громад отримала власний геральдичний символ на запит спікера Громадської громади Пітера Міллікена до Канадського геральдичного управління. Новим символом парламенту є значок герба Канади, накладений на булаву, що використовується Палатою громад як символ її авторитету, що походить від Корони. Сенат отримав подібний знак 15 квітня 2008 року, використовуючи власну булаву. Парламенту в цілому було надано право використовувати герб Канади, накладений на булави Громадської палати та Сенату.
У червні 2008 року депутат Пат Мартін вніс до Палати громад подання, в якому закликав уряд внести зміни до герба, включаючи символи, що представляють перші нації Канади, інуїтів та метисів.

### Провінційні символи
Приблизно так само, як існує національний герб, кожна провінція та територія має свої унікальні герби; Саскачеван офіційно відомий як Герб Її Величності праворуч від Саскачевану. На наступний рік після Конфедерації королева Вікторія видала королівські ордери на присвоєння зброї оригінальним чотирьом провінціям Канади: Квебеку, Онтаріо, Новій Шотландії та Нью-Брансвіку.
Кожен провінційний герб містить певну місцеву символіку; більшість - включає символіку, що походить від гербів Великої Британії, Франції або обох країн. З 1868 р. кожна провінція та територія в межах Канади отримувала герби через ордери безпосередньо від монарха або від генерал-губернатора, або приймала їх за допомогою інших методів.
Окрім Ньюфаундленда та Лабрадора, кожна провінція та територія має на своєму прапорі принаймні деякі елементи зі свого герба. Прапори Британської Колумбії, Нью-Брансвіка, Нової Шотландії, і Острова Принца Едуарда є прапорами провінційних гербів, тоді як Альберти, Манітоби, Онтаріо, Саскачевану, Північно-західних територій та Юкон мають на своїх прапорах щит місцевого герба з іншими елементами дизайну. Прапор Нунавуту використовує деякі елементи зі свого герба разом з іншими символами та кольорами. Щит герба кожної провінції на блакитному тлі і обведений десятьма золотими кленовими листками, весь оголений короною, утворює головний елемент прапора губернатора-лейтенанта цієї провінції. Виняток становлять Нова Шотландія, яка використовує прапор Союзу, обтяжений щитом Нової Шотландії, оточений зеленим листям клена, та Квебек, який використовує щит на білому колі з провінційним девізом, вписаним нижче.

### Муніципальні символи
Використання гербів серед канадських міст є непослідовним, оскільки багато з них були прийняті та введені в дію місцевими урядовими органами, а не надані Короною. Багато муніципальних гербів, нагороджених або підтверджених Канадським геральдичним управлінням, можна знайти в Державному геральдичному реєстрі, хоча онлайн-версія Реєстру не є повною.

### Особисті символи
У Канаді кожен громадянин та громадянка має право подавати клопотання про отримання Корони на отримання герба. Канадійці, яких було призначено до Ордену Канади, автоматично мають право отримувати нагороду герб, включаючи стрічку Ордена, або, якщо вони вже є власниками герба, оточити стрічкою свої герби. Серед інших, усі члени Таємної ради мають право на своїх Щитотримачів, як і спікери Палати громад і Сенату, кавалери Ордену Канади, лицарі орденів "За військові заслуги", "Заслуги поліції" та Королівського Вікторіанського ордену.

## Унікальні канадські елементи та практики
Завдяки історії Канади, геральдика в країні включала символи та елементи тубільців перших націй. Наприклад, Герб Нунавута включає такі елементи, як інукшук, кулік і іглу, що є посиланням на інуїтські народи, які проживають у цьому районі, тоді як Герб Канадської геральдичної влади включає воронів, символ Перших Націй створення і перетворення. Крім того, деякі канадійці вирішили носити бейджі на круглому колесі, а не на щиті; прикладом є герб Нунавут.

### Каденційність
У багатьох системах геральдики герб кожної живої людини повинен бути унікальним. Англійська геральдика використовує гербові  варіанти, щоб відрізнити герби братів від герба їх батька та одне від одного з ХІІІ століття; Зараз це, як правило, робиться за допомогою системи знаків або бризур, створеної ранньою главою Тюдора Джоном Фіфхе. Канада додає унікальну серію бризур для використання жінками, які успадковують герб. Як і в інших геральдичних системах, ці позначки каденції використовуються не завжди; у будь-якому випадку, коли спадкоємець чи спадкоємиця досягає успіху (у Канаді це, як правило, перша дитина, будь то чоловік чи жінка, відповідно до суворої першородності; однак грантоотримувач може обрати іншу особу спадкоємцем), тоді позначка каденції знімається, а спадкоємець використовує однотонний герб.
Бризури
|        | Первісток/первістка | Друге             | Третє                                    | Четверте                       | П’яте                            | Шосте             | Сьоме            | Восьме                                                          | Дев'яте                                          |
| ------ | ------------------- | ----------------- | ---------------------------------------- | ------------------------------ | -------------------------------- | ----------------- | ---------------- | --------------------------------------------------------------- | ------------------------------------------------ |
| Доньки | Heart               | An ermine spot    | A snowflake                              | A fir twig as used in heraldry | A chess rook as used in heraldry | A scallop shell   | An heraldic harp | An heraldic buckle                                              | An heraldic clarichord                           |
| Доньки | серце               | горностаєва пляма | сніжинка                                 | гілочка ялиці                  | тура                             | мушля             | арфа             | пряжка                                                          | флейта                                           |
| Сини   | An heraldic label   | A crescent        | An heraldic mullet (star of five points) | A martlet (bird)               | An heraldic annulet (ring)       | A fleur-de-lis    | An heraldic rose | A cross moline, an equilateral cross with split and curved ends | A double quatrefoil, an eight-lobed radial shape |
| Сини   | Трикінцевий ламбель | півмісяць         | зірка                                    | мартлет                        | кільце                           | геральдична лілія | троянда          | хрест моліна                                                    | подвійний чотирилистий                           |

### Звинувачення, ординарії та поділи на місцях
Канадський стовп - ділянка, що складає половину всього поля, похідна від канадського прапора, широко використовується в канадській геральдиці, тоді як канадський пояс, подібний горизонтальний поділ, використовувався один раз. Термін érablé, що стосується листя клена, часто використовується в канадських гербах. Наприклад, як ерабле-скарб в гербі Монархістської ліги Канади, корона-ерабле в гербі Садбері та Канадського національного історичного товариства і як поділ поля, фігура, усіяне поле. Канадські тварини та птахи, як справжні, так і фантастичні, також широко використовуються в гербах, включаючи міфічних воронів-ведмедів на гербі Канадського геральдичного органу.

### Статус жінок
Як в англійській і в шотландській системах геральдики, з яких канадці переважно черпають свої геральдичні традиції, жінка не успадковує і не передає герб, якщо вона не є спадкоємицею геральдики, тобто, дочка армігера, яка не має синів. У канадській геральдиці, навпаки, жінки можуть успадковувати герби нарівні зі своїми братами (якщо такі є).  Жінки в Канаді також можуть передавати герб своїм спадкоємцям, незалежно від статі. Ця система рівності чоловіків і жінок є результатом положень Канадської хартії прав і свобод, які гарантують, серед іншого, свободу від дискримінації згідно із законом за ознакою статі.

### Лоялісти Об'єднаної імперії
Ті, хто походить від громадян, відданих Британській Короні, які втекли з США під час і незабаром після революції, відомі в Канаді як лоялісти Об'єднаної Імперії і мають право на використання спеціальних корон в гербах, якщо їм надається герб. Є дві версії лоялістських корон: цивільна, яка складається з дубових і кленових листків, і військова, складена з кленового листя, що чергуються зі схрещеними мечами; остання зарезервована для використання сім’ями тих, хто служив у британських військових під час революції. До того, як буде надано дозвіл на використання корони в гербі, Канадському геральдичному органу слід надати підтвердження лояльної спадщини. На відміну від поширеного використання корон у геральдиці лоялістська корона не позначає ніякого рангу шляхетства чи королівства, а натомість натякає на вірність предків.

### Шоломи
У канадській геральдиці шоломи відіграють незначну роль і не описуюються; як такі, власник може демонструвати свій шолом в будь-якому стилі, який він обрав. Одним з яскравих прикладів нетрадиційного шолома, що використовується в канадійській геральдиці, є герб Жулі Паєтт, генерал-губернаторки Канади, яка на щиті має шолом астронавта. Інші приклади включають в себе норманські шоломи, коринфські шоломи, і капюшони парок.

## Отримання герба
Усі громадяни Канади, а також корпоративні органи можуть подавати клопотання до Корони про нагородження гербом. Щоб особа отримала патент на герб, головному герольду має бути надіслана петиція із зазначенням біографії, посилань та заповнених форм заявки. Якщо грант затверджено, особа потім проконсультується з геральдами з Управління, щоб розробити дизайн свого герба. Після завершення цього процесу грантові документи у формі патентних листів створюються та надаються грантоотримувачеві. Весь процес обкладається певними зборами, які вимагаються урядом Канади для покриття витрат на дослідження та твори мистецтва; збори не стосуються придбання гранту на герб. Для корпорацій та установ процес подібний.
Ті особи та установи, які вже є небезпечними через визнані геральдичні влади у всьому світі, можуть звернутися до Канадського геральдичного управління з проханням зареєструвати їх герб. Заявка на реєстрацію не пов'язана з витратами, і це займає менше часу, приблизно три місяці ніж заявка на новий герб, яка займає приблизно від дванадцяти до чотирнадцяти місяців.

## Зовнішні посилання
Вікісховище має мультимедійні дані за темою: Канадійська геральдика
- Канадська геральдична влада
- Публічний реєстр зброї, прапорів та значків Канади
- Королівське товариство геральдики Канади
- Департамент канадської спадщини: символи Канади